# تشيزاري جرافينا
تشيزاري جرافينا (بالإنجليزية: Cesare Gravina)‏ هو ممثل أمريكي (وحمل سابقاً جنسية مملكة إيطاليا)، ولد في 23 يناير 1858 في نابولي في إيطاليا، وتوفي في 1954 في نيويورك في الولايات المتحدة.

## أعمال

### أفلام
- (1924) الطمع
- (1925) شبح الأوبرا

## وصلات خارجية
- تشيزاري جرافينا على موقع IMDb (الإنجليزية)
- تشيزاري جرافينا على موقع أول موفي (الإنجليزية)
- تشيزاري جرافينا على موقع قاعدة بيانات الأفلام السويدية (السويدية)
- تشيزاري جرافينا على موقع قاعدة بيانات الفيلم (الإنجليزية)